# Saint-Thibault (Aube)
Saint-Thibault település Franciaországban, Aube megyében. Lakosainak száma 551 fő (2022. január 1.). Saint-Thibault Les Bordes-Aumont, Buchères, Clérey, Cormost, Isle-Aumont, Moussey, Vaudes és Verrières községekkel határos.

## Népesség
A település népessége az elmúlt években az alábbi módon változott:
| Lakosok száma | 372  | 494  | 479  | 483  | 502  | 539  | 555  | 550  | 547  | 551  |
|               | 1968 | 1982 | 1990 | 2006 | 2013 | 2015 | 2017 | 2019 | 2020 | 2022 |